# Lycée privé Sainte-Geneviève
El Lycée privé Sainte-Geneviève es un liceo privado, ubicado en Versalles y que ofrece Clases preparatorias a las grandes escuelas. Fue fundado por los jesuitas en París en abril de 1854. A menudo recibe el sobrenombre de Ginette y, a veces, BJ, que significa Boite à Jèzes (Caja de los jesuitas).
Sainte-Geneviève es famosa por tener una de las tasas de éxito más altas en los exámenes de ingreso de las grandes écoles francesas más selectivas en los campos de la ingeniería (École Polytechnique, Mines ParisTech, École des Ponts ParisTech y CentraleSupélec) y comercio (HEC Paris, ESSEC Business School y ESCP Business School).